# (12198) 1980 PJ1
(12198) 1980 PJ1 est un astéroïde aréocroiseur découvert en 1980.

## Description
(12198) 1980 PJ1 a été découvert le 6 août 1980 à l'observatoire de La Silla, au Chili, par Richard M. West.

### Caractéristiques orbitales
L'orbite de cet astéroïde est caractérisée par un demi-grand axe de 2,14 UA, un périhélie de 1,62 UA, une excentricité de 0,24 et une inclinaison de 4,55° par rapport à l'écliptique. Du fait de ces caractéristiques, à savoir un demi-grand axe inférieur à 3,2 UA et un périhélie compris entre 1,3 et 1,666 UA, il croise l'orbite de Mars et est classé, selon la JPL Small-Body Database, comme astéroïde aréocroiseur (aréo venant de Arès).

### Caractéristiques physiques
(12198) 1980 PJ1 a une magnitude absolue (H) de 14,6 et un albédo estimé à 0,206.